# Club sportif Duguwolofila
Maillots
Le Club sportif Duguwolofila est un club malien de football basé à Koulikoro.
L'équipe évolue en première division nationale et joue à domicile au stade municipal Mamadou Diarra H..